# 小行星1858
小行星1858（1858 Lobachevskij）是一顆繞太陽運轉的小行星，為主小行星帶小行星。該小行星於1972年8月18日發現。
該小行星以俄罗斯数学家尼古拉·洛巴切夫斯基命名的。